# Marcus Valerius Messalla (consul en 20)
Marcus Valerius Messalla (Messalinus?) est un sénateur et un homme politique de l'Empire romain.

## Famille
Il est le fils de Marcus Valerius Messalla Messalinus Corvinus, consul en -3. De son union avec une femme au nom inconnu, il a eu un fils, Marcus Valerius Messalla Corvinus, consul en 58,.

## Biographie
Né vers -13. Il est coopté parmi les Frères Arvales en 13 et en 21. Il est consul ordinaire en 20, avec pour collègues son oncle Marcus Aurelius Cotta Maximus Messalinus, lui et son collègue accompagne Agrippine lors du cortège funèbre des cendres du défunt Germanicus